# 国連犯罪防止刑事司法会議
国連犯罪防止刑事司法会議（通称コングレス）は、5年ごとに開催される犯罪防止・刑事司法分野における国際会議。国連薬物犯罪事務所（UNODC）が事務局を務める。  
国、国際機関、NGO及び個人の専門家が参加し、犯罪防止・刑事司法全般にわたって議論を行い、勧告、提言等を行う。1955年に初めて開催されたこの会議は、1950年の国連総会決議によって解散した国際刑罰懲罰委員会（IPPC）を引き継いでいる。当初は犯罪防止及び犯罪者の処遇に関する国連会議と呼ばれ、2005年に現在の名称に変わった。 
前身の国際刑罰懲罰委員会は、主としてヨーロッパ諸国の専門家および実務者から構成され、1885年から1910年と1925年から1935年までの期間で5年ごとに開催された。

## 開催実績
過去に開催された会議は以下の通り。
- 第1回（1955年） - ジュネーブで開催。「被拘禁者取扱いのための標準最低規則」を採択。
- 第2回（1960年） - ロンドンで開催。少年犯罪を予防するための警察業務の特設を提案。
- 第3回（1965年） - ストックホルムで開催。犯罪と社会的変化の関連性を分析。
- 第4回（1970年） - 京都で開催。経済・社会開発に向け、犯罪防止努力の改善を呼びかけ。
- 第5回（1975年） - ジュネーブで開催。「拷問及び他の残虐な、非人道的な又は品位を傷つける取扱い又は刑罰を受けることからのすべての人の保護に関する宣言」を採択。
- 第6回（1980年） - カラカスで開催。犯罪防止は社会・文化・政治・経済状況に則して促すと承認。
- 第7回（1985年） - ミラノで開催。ミラノ行動計画と新たな規範を採用。
- 第8回（1990年） - ハバナで開催。組織犯罪やテロに対して有効的な対策をとることを提案。
- 第9回（1995年） - カイロで開催。法の支配を強化するための国際協力と技術支援に焦点。
- 第10回（2000年） - ウィーンで開催。腐敗防止のため国際努力を求めウィーン宣言を採択。
- 第11回（2005年） - バンコクで開催。越境組織犯罪・テロへの対策を呼びかけるバンコク宣言を採択。
- 第12回（2010年） - サルヴァドールで開催。グローバルな課題に向けた包括的戦略：変化する世界における犯罪防止・刑事司法制度とその発展をテーマに開催。
- 第13回（2015年） - ドーハで開催。犯罪防止・刑事司法のより広い国連アジェンダへの統合をテーマとし、今後5年間に国際社会が取り組むべき対策や協力の方向性を示すドーハ宣言を採択[5]。
- 第14回（2021年） - 京都で開催予定。2020年に開催予定だったが、新型コロナウイルスの感染拡大を受け延期された[6]。